# 中村梅花 (4代目)
四代目 中村 梅花（なかむら ばいか、1950年 - ）は日本の歌舞伎役者。

## 来歴
1950年生まれ。1974年国立劇場第2期歌舞伎俳優研修を修了した。4月国立劇場『妹背山婦女庭訓』の腰元ほかで本名の山崎隆の名で初舞台を踏んだ。
1975年4月七代目中村芝翫に入門し、二代目中村芝喜松を襲名。1991年4月歌舞伎座『野崎村』下女およしほかで名題昇進。
2016年10月歌舞伎座『女暫』の局唐糸ほかで四代目中村梅花を襲名し幹部昇進した。
現在は亡き師匠の七代目芝翫の嫡孫の六代目児太郎の補佐や、脳出血に倒れた七代目芝翫の長男の福助のリハビリの補佐など師匠亡き後の成駒屋に尽くしている。